# Squalius ulanus
Squalius ulanus är en fiskart som först beskrevs av Günther, 1899.  Squalius ulanus ingår i släktet Squalius och familjen karpfiskar. Inga underarter finns listade i Catalogue of Life.